# ديريك غرايرسون
ديريك غرايرسون (بالإنجليزية: Derek Grierson)‏ هو لاعب كرة قدم بريطاني، ولد في 5 أكتوبر 1931 في برستنبانز في المملكة المتحدة، وتوفي في 7 سبتمبر 2011 في غلاسكو في المملكة المتحدة. لعب مع نادي رينجرز ونادي فالكيرك ونادي كاودينبيث لكرة القدم ونادي كوليرين.

## روابط خارجية
- ديريك غرايرسون على موقع قاعدة بيانات كرة القدم.إي يو (الإنجليزية)
- ديريك غرايرسون على موقع أوليمبيديا (الإنجليزية)